# Drum Workshop
Drum Workshop (ou DW) est un fabricant de batteries et d'accessoires, basé à Oxnard (Californie, USA). 

## Histoire
L'entreprise est née d'une école de musique fondée par Don Lombardi en 1972, à Santa Monica (Californie). Elle lance son premier produit, une housse-siège, en 1974. Les ateliers s'agrandissent : l'entreprise déménage à Oxnard (Californie) en 1992.
Positionnée sur le haut de gamme, DW développe dès l'année 2000 la sous-marque Pacific Drums and Percussion (en) (ou PDP) pour étendre son marché. Le 6 janvier 2015, l'entreprise rachète à son concurrent Fender, la division batterie de Gretsch, Gibraltar Hardware (en), Latin Percussion (en), Toca Percussion et KAT Percussion, ainsi que la marque de guitares Ovation et les droits de distribution des cymbales Sabian aux États-Unis.

## Collaborations
DW sponsorise de nombreux artistes, dont Daniel Adair, Jason Bonham, Terry Bozzio, Virgil Donati, Dave Grohl, Bobby Jarzombek, Thomas Lang, Jose Pasillas II, Neil Peart, Chad Smith, Roger Taylor, Christoph Schneider Matt Garstka ou encore Sheila E..Marina Bozzio